# Liste des édifices labellisés « Architecture contemporaine remarquable » des Bouches-du-Rhône
Cet article recense les édifices labellisés « Architecture contemporaine remarquable » des Bouches-du-Rhône, en France.
Le label « Architecture contemporaine remarquable » remplace depuis 2016 l'ancien label « Patrimoine du XXe siècle ». Il ne prend en compte que des édifices de moins de 100 ans à la date de labellisation, et qui ne sont pas protégés comme monuments historiques.
Au début 2024, les Bouches-du-Rhône comptent 92 édifices ainsi labellisés.